# Рояль

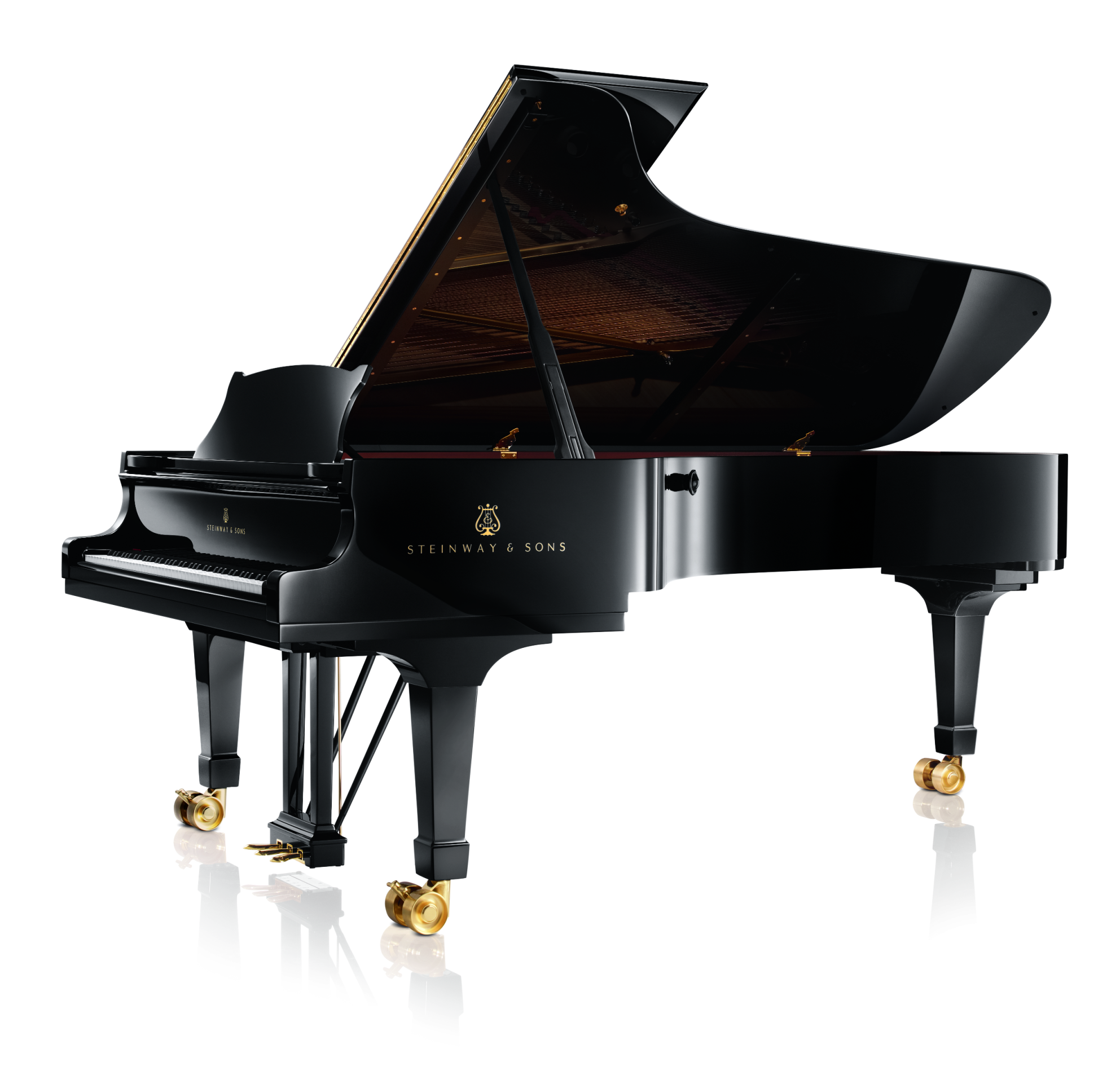
рояль

Роя́ль (фр. royal — королівський) — музичний інструмент, різновид фортепіано, в якому струни, дека і механічна частина розташовані горизонтально, внаслідок чого рояль має крилоподібну форму і громіздкіший, ніж піаніно. Проте звучання рояля об'ємніше, повніше і гучніше, ніж у піаніно. Рояль складається з корпусу (скриньки), в якому на чавунній рамі натягнуті металеві струни, що утворюють звук при ударі молоточками, які приводяться в рух клавішами. Під струнами для підсилення звучання розміщена резонансна дека. Як правило, сучасні роялі мають три педалі, які покликані сприяти зміні гучності, тембру або подовження звучання.

## Конструкція

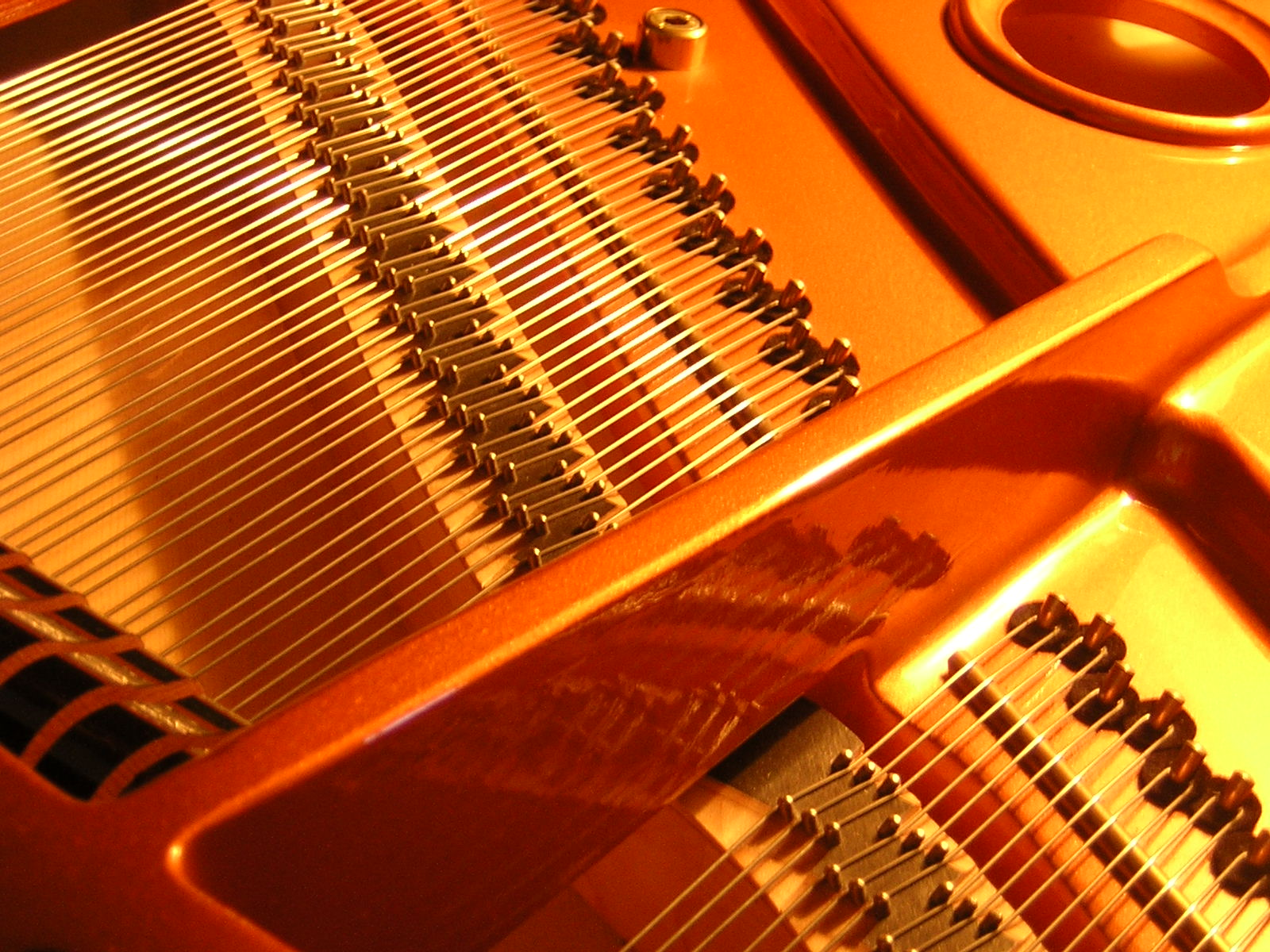
Внутрішнє обладнання рояля

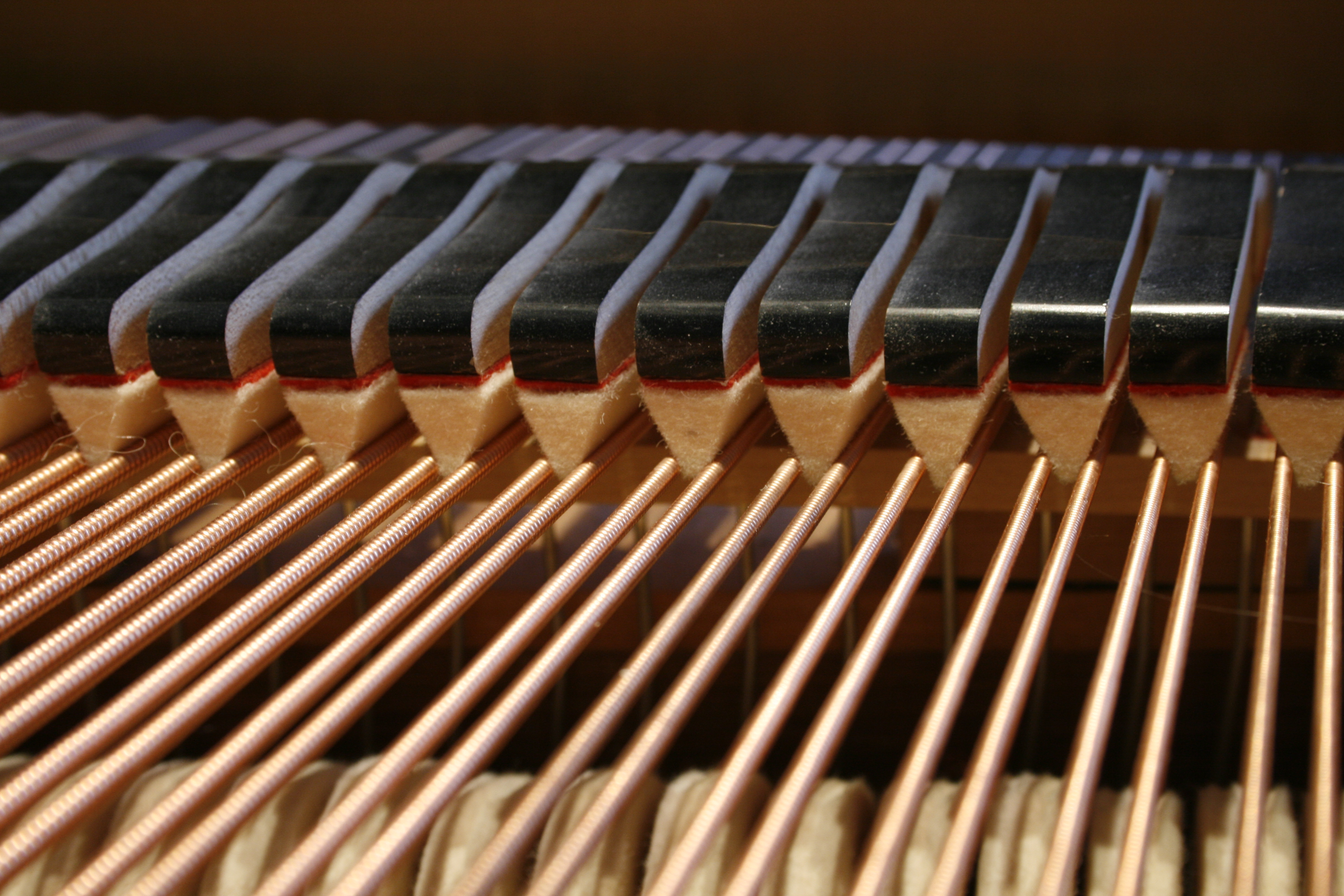
Молоточки

Корпус рояля має висоту 35–40 см і встановлюється на трьох (рідше — на більшій кількості) ніжок. Кожна ніжка кріпиться до опорного бруса — фускльо́ца. У нижні кінці ніжок вкручені ролики або котки для полегшення переміщення рояля по підлозі. Зверху корпус закривається масивною відкидною кришкою, яка під час гри утримується на спеціальній дерев'яній підпірці у відкритому (при сольному виконанні), чи напіввідкритому (при ансамблевому виконанні чи в оркестрі) положенні. Передня частина кришки — відкидна, під нею розміщений висувний пюпітр для нот, що має ззаду підставку. Каркас корпусу складається із міцної вигнутої дерев'яної бічниці — футора та системи міцних внутрішніх розпорок — шпрейців. Вони надають всій конструкції міцності і стабільності. У верхній передній частині каркас рояля пов'язаний масивним дерев'яним брусом, що слугує тій самій меті, а знизу корпус обшитий тонкими дошками, що утворюють скриньку для розміщення клавішів та механіки, скріплену з бачками корпусу (штульраму). Під передньою частиною корпусу, не доходячи на 2–3 см до підлоги, кріпиться ліра з трьома важелями для ніг (педалями), які приводять в дію допоміжні механізми, що змінюють якість та гучність звуку інструмента. Клавіатура рояля, коли на ньому не грають, прикривається вигнутою кришкою — клапаном.
Фу́тор — бічниця корпусу, основний опорний вузол фортепіано, який разом з чавунною рамою та іншими складниками каркаса утримує майже 20-тонне напруження натягнених струн. На нього вкладається відкидна кришка. Масивна дерев'яна рама футора служить основою для кріплення деталей і вузлів корпусу. Чаву́нна ра́ма фортепіано — складна суцільна масивна дворівнева конструкція, що відливається з чавуну традиційним (як у Стенвея чи Фаціолі) або вакуумним (Бостон, Ессекс, Кавай, Ямаха та ін.) методом. Вона має складну ґратчасту будову з поздовжніми, поперечними чи радіальними зв'язками — шпрейцами, кріпиться всередині дерев'яного корпусу інструмента і призначена для того, щоб утримувати основну частину сукупного напруження натягу струн.
У задній частині рами вбиті сталеві кілочки, або задні штифти, за які струни зачіпляються вушками чи петельками. В передній частині рама має поріжки, або особливі гвинти складної форми з отворами і поріжками — агра́фами , призначені для фіксації положення і забезпечення якісного відсікання робочої частини струн хору (струни однієї висоти, натягнені попарно чи втрійку) від неробочої. Спереду лицьової частини корпусу чавунну раму і вірбельбанк закриває спеціальний брус — форба́ум. В передній частині рояля чавунна рама скріплюється з вірбельба́нком — товстою багатошаровою дерев'яною дошкою з міцної в'язкої деревини (бука або клена) з отворами, в які запресовані вірбелі — сталеві кілки, що натягують струни рояля для отримання відповідної висоти звуків (з часом дерево перестає достатньо щільно охоплювати вірбелі, і рояль «розстроюється»). Металева фігурна планка — капода́стр притискає струни впоперек до струнного штапика в дискантовому регістрі; вона пригвинчується до вірбельбанку і є однією з меж для вібруючих ділянок струн. Вірбельбанк закриває суцільна плита чавунної рами рояля — па́нцир. На вірбельному панцирі чавунної рами висвердлюються отвори для кілків і встановлюється литий поріжок — стру́нний шта́пик, на якому кожна струна розділяється на активну і пасивну частини.
Резонансна дека є найважливішим акустичним елементом рояля і призначається для підсилення звуку та збагачення тембру звучання. Вона розміщується під струнами, вільно лежачи на внутрішній стінці корпусу (як у Стенвея та Фаціолі), чи будучи прикріпленогю до нього (як у Блютнер, Бехштайна, Бьозендорфера та ін.). Дека виготовляється у формі щита зі склеєних ялинових дощок із поздовжнім спрямуванням волокон. Середня товщина дощок — близько 1 см. Ряд виробників роялів виготовляють деки нерівномірної товщини: від 7 мм в площині басових струн, до 11 мм в площині дискантових. Стенвей і Фаціолі роблять резонансні деки потовщеними в середній частині (у Стенвея до 11–12 мм), що забезпечує оптимальне поширення енергії звучання по всій площині деки. Цій самій меті, а також механічному зміцненню конструкції деки слугують ріпки (ребра) — бруски з міцної ялинової деревини, волокна якої розміщені перпендикулярно до волокон дощок деки. Вони допомагають також утримувати кривизну та внутрішнє напруження резонансної деки, що є злегка опуклою в напрямку до струн. Саме завдяки дії резонансної деки негучне в цілому звучання струн рояля (без підсилення чутне у радіусі всього 3–5 м) багаторазово посилюється, збагачуючись темброво, і заповнює великі приміщення й концертні зали.
Коливання струн передається на резонансну деку через виготовлені з твердого клена чи бука і приклеєні до деки містки — штеґи, напрям волокон яких збігається із напрямком волокон деки. Часом для зміцнення конструкції виробники встановлюють штеґи зі спеціальними накладками з твердої деревини (як у роялях Стенвей, Бостон, Ессекс). Через штеґи проходять струни до задніх кілків. На сучасних роялях із перехресним розміщенням струн встановлюють два штеґи — великий (що передеє тиск струн дискантового й середнього регістрів) та малий (що передає тиск струн басового регістру). Щоб поліпшити зчіплення струн із штеґами, по краях штеґів вбивають сталеві штифти під певним кутом, повз які проходять, трохи згинаючись, струни. 225–230 струн рояля натягуються на чавунну раму. У дискантовому та середньому регістрах струнами є гладкі сталеві дроти, а в басовому регістрі вони виготовляються із сталевої дротової основи (керн), яка обвивається дротом із м'якої міді (канитель). Перехресне розміщення струн дозволяє максимально використати простір всередині корпусу рояля і натягнути струни максимальної довжини. При цьому штеґи можуть бути наклеєними далеко від країв деки, що сприяє поліпшенню звучання.
В передній частині корпусу рояля міститься механіка. Вона складається із тісно взаємозв'язаних молоточкового механізму і клавіш, які кріпляться на одній дерев'яній рамі. Ця рама може висуватися з рояля разом з усіма елементами після зняття клапана, бакенкльоців та нижньої передньої планки. Основною функцією механіки є передання до струн через молоточки ударів піаніста по клавішах. Залежно від сили удару та якості і типу туше піаніста змінюється швидкість руху молоточків до струн та інтенсивність їх ударяння по струнах. Результатом є широкий спектр амплітуди коливання струн і величезна різноманітність динаміки отримуваних звуків. Безшумне і швидке функціонування механіки забезпечує система проміжних важелів, які в найдосконаліших конструкціях роялів виготовляються виключно із деревини та деревини, покритої повстю, що кріпляться за допомогою металевих компонентів. Сучасні вимоги до швидкості функціонування механіки були забезпечені винайденим С.Ераром 1821 року механізмом подвійної репетиції. Уже в ХХ ст. на роялях Стенвей американського виробництва почала використовуватися розроблена і запатентована цією фірмою ексклюзивна система пришвидшеної репетиції, базована на особливостях так званої «стенвеївської геометрії» молоточкового механізму. Усі «білі» клавіші роялів, які раніше покривалися накладками із слонової кістки, покриваються нині накладками із спеціально виготовленого пластику.
Функціонально пов'язаною з механікою є система спеціальних глушників — демпферів. Вона міститься всередині передньої частини коробки рояля. Демпфери повинні припиняти коливальні рухи струн після того, як припиняється натиск на клавішу, тобто, коли механіка приходить до стану спокою. Нині в більшості конструкцій роялів використовується так звана ірландська система демпферів, які лежать на струнах і приводяться в рух задніми кінцями клавіш — контрклавіатурою. Глушники, як правило, не встановлюються на найвищих дискантових струнах (1,5–2 октави), коливання яких швидко згасають самі собою.
Нижні педальні важелі, що кріпляться на лірі, також функціонально пов'язані з механікою. Сучасні роялі мають три, рідше дві педалі. Права педаль поєднується з поперечною планкою, яка похитується на шарнірах під контрклавіатурою. При натисканні на педаль ця планка припіднімає всі важелі контрклавіатури і вивільняє всі струни для одночасного звучання. При грі із застосуванням правої педалі звучання інструмента помітно посилюється, тому ця педаль часто називається форте-педаллю.Ліва педаль зсуває клавіатурну раму разом із механікою трохи вправо, так, що молоточки вдаряють не повсіх струнах хору, а тільки по двох, а на ділянці подвійних басових струн навіть по одній. При цьому помітно змінюється тембр звучання, а також його сила, тому ліву педаль часто називають піано-педаллю. Третя, середня педаль, називана состенуто-педаллю, утримує відкритими струни, що відповідають тільки удареним при натиску педалі клавішам.

## Класифікація
За довжиною корпусу роялі підрозділяються на:
- великі концертні завдовжки 2,7–3,08 м;
- малі концертні завдовжки 2,4–2,5 м;
- салонові завдовжки 2,1–2,3 м;
- великі кабінетні завдовжки 1,7–1,9 м;
- малі кабінетні завдовжки 1,5–1,7 м;
- мініатюрні (міньйони) завдовжки до 1,5 м.

## Відомі виробники
- Steinway & Sons
- Ямаха
- Бехштайн
- Безендорфер
- Кавай
- Блютнер та ін.